# The Dream Chapter: Magic
The Dream Chapter: Magic — дебютный студийный альбом южнокорейского бойз-бэнда TXT. Он был выпущен Big Hit Entertainment 21 октября 2019 года с песней «9 and Three Quarters (Run Away)» в качестве ведущего сингла. Альбом включает в себя различные жанры: R&B, тропический хаус, акустический поп и хип-хоп.

## Предпосылки и релиз
The Dream Chapter: Magic — первый студийный альбом группы — последовал за дебютным EP The Dream Chapter: Star, выпущенным в марте 2019 года. 1 октября на YouTube было выпущено видео, в котором сообщалось, что группа выпустит свой первый полноформатный альбом 21 октября.. Первый официальный трейлер альбома был выпущен 3 октября.. Трейлер, используя динамические характеристики группы и проекционное отображение, сочетая в себе двухмерную графику для создания таинственной атмосферы.. После трейлера были выпущены два набора концептуальных фотографий — версии «Sanctuary» и «Arcadia».. Версия фотографий «Sanctuary» была выпущена 7 октября.. Версия «Arcadia», выпущенная днём позже, имела более тёмные тона.. 11 октября был выпущен треклист полного альбома вместе с его обложкой.. 17 октября на официальном сайте группы было выпущено второе видео для альбома, в котором показан ведущий сингл «9 and Three Quarters (Run Away)» и продемонстрированы некоторые из выступлений участников.. 18 октября группа выпустила превью-видео альбома на своём официальном сайте.. 21 октября The Dream Chapter: Magic был выпущен физически и в цифровом формате вместе с музыкальным видео для сингла альбома «9 and Three Quarters (Run Away)»..
Отдельные тизеры для участников (Субин, Ёнджун, Бомгю, Тэхён, Хюнин Кай) были выпущены для музыкального клипа на акустический-поп трек «Magic Island» с 13 по 16 ноября.. Официальное музыкальное видео для «Magic Island» было выпущено 17 ноября.. Для музыкального клипа на трек «Angel or Devil» были выпущены отдельные тизеры для каждого из участников.. Официальное музыкальное видео было выпущено 28 ноября.

## Структура
В музыкальном плане альбом охватывает множество разных жанров, включая R&B, тропический хаус, акустический поп и хип-хоп.. Альбом открывается треком «New Rules», который начинается в стиле groove и переходит в более гимновый припев, сочетая в себе трэп. Первый сингл альбома, «9 and Three Quarters (Run Away)», представляет собой синти-поп-трек с новой волновой вибрацией и рок-попоповым припевом. Песня о том, как найти силы в священных моментах, которыми поделились друзья, ссылаясь на Платформу 9¾ из фильмов про Гарри Поттера.. «Can’t We Leave the Monster Alive» и «Magic Island» — треки в стиле электропоп, в то время как «Roller Coaster» в стиле хаус, а «Popping Star» — бабблгам-поп.. «Angel or Devil» это бодрый хип-хоп трек, а «20cm» — «R&B-баллада».

## Музыкальные видео
Музыкальное видео для электро-рок сингла «9 and Three Quarters (Run Away)» было выпущено 21 октября. На видео они изображены как старшеклассники, которых переносят в новый мир, где им разрешено использовать свою магию и быть собой. Музыкальное видео было срежиссированно и спродюсировано OUI.
Музыкальное видео для «Magic Island» было выпущено 17 ноября. Видео содержит ссылки на прошлые видео «Nap of a Star» и «9 and Three Quarters (Run Away)». Клип длиною в 14 минут больше похоже на короткий мини-фильм, в котором пять участников группы показаны как студенты, которые вместе отправляются в поисках приключений и таинственно переносятся в фантастическую страну. Музыкальное видео было срежиссированно и спродюсировано Digipedi.
Последующее музыкальное видео для «Angel or Devil» было выпущено 28 ноября. Видео объясняет дихотомию текста, название песни и подчеркивает энергичную хореографию участников.

## Живые выступления
21 октября TXT начали продвигать синглы «9 and Three Quarters (Run Away)», «New Rules» и «Angel or Devil» на южнокорейских музыкальных шоу. В тот же день они провели живую демонстрацию в концертном зале Университета Ёнсе в Содэмун-гу (Сеул). 29 октября «9 and Three Quarters (Run Away)» заняли первое место на шоу SBS MTV.

## Критическое восприятие
«Вдохновлённый отправной точкой приключений Гарри Поттера, сингл „9 and Three Quarters (Run Away)“ начинается с приятного мерцания, а затем быстро погружается в атмосферу поп-рока. Все в „Run Away“ увлекательно и безупречно, слито воедино, а создание звукового пейзажа поистине волшебно и очаровывает всех, кто её слышит настолько, что они не могут перестать слушать.»
Billboard описал альбом как сложный, разнообразный саундскейп, вдохновлённый титульной темой, с элементами groove, punk-pop, R&B, house и целого ряда других жанров. Написав для MTV, Crystal Bell высоко оценила «эклектичное смешение жанров» альбома, которое «делает звук группы разнообразным, не теряя при этом своей фирменной энергии и стилистического расцвета».. Первый сингл «9 and Three Quarters (Run Away)» занял 2-е место из 20 лучших K-Pop песен 2019 года в списке журнала Dazed, а журнал описал песню как «плавно сплетённую и наполненную магнетической срочностью», которая имеет «скрытые тенденции — короткие, сжатые барабаны и жесткие гитарные риффы», которые «усиливаются до уровня стадионной рок-музыки, гонясь за мелодией, до великолепного хора, где вокал TXT взрывается яркой смесью отчаяния и бунта». Billboard включил эту песню в свой список «25 лучших K-Pop песен 2019 года: Выбор критиков». «Magic Island» был включён в список «The Best K-Pop B-sides of 2019» от MTV.

## Коммерческие характеристики
The Dream Chapter: Magic дебютировал на первом месте в чарте альбомов Gaon, превысив 124 000 продаж за первую неделю. Это был второй альбом группы, возглавлявший чарты после Dream Chapter: Star. Альбом дебютировал на 3-м месте в мировом чарте альбомов Billboard. Альбом также открылся под номером 6 в чарте Heatseeker’s Album. В общей сложности четыре трека с альбома вошли в чарты Billboard World Digital Songs с ведущим синглом «9 and Three Quarters (Run Away)», дебютировавшим на 2-м месте. Кроме того, сингл «New Rules» стартовал под № 16, «20cm» — под № 18 и «Angel or Devil» — под № 21.

## Треклист
Титры адаптированы из официального альбомного профиля на Naver.
| №                   | Название                                                                     | Автор(ы) | Продюсер(ы)         | Длительность |
| ------------------- | ---------------------------------------------------------------------------- | --- | ------------------- | ------------ |
| 1.                  | «New Rules»                                                                  | Supreme Boi, EL CAPITXN, Daniel Caesar, Ludwig Lindell, Jordan “DJ Swivel” Young, Candace Nicole Sosa, Max Lynedoch Graham, Matt Thomson, Wilhelm Börjesson, danke | Supreme Boi         | 2:54         |
| 2.                  | «9 and Three Quarters (Run Away)» (9와 4분의 3 승강장에서 너를 기다려)       | "hitman" bang, Supreme Boi, Slow Rabbit, Melanie Joy Fontana, Michel 'Lindgren' Schulz, Andreas Carlsson, Pauline Skött, Peter St. James                           | Slow Rabbit         | 3:31         |
| 3.                  | «Roller Coaster» (간지러워/So Itchy)                                         | "hitman" bang, Supreme Boi, Sam Klempner, Jacob Attwooll, Slow Rabbit, ADORA, Huening Kai, EL CAPITXN, 정바비                                                      | Sam Klempner        | 3:34         |
| 4.                  | «Poppin' Star»                                                               | "hitman" bang, Shae Jacobs, Lauren Amber Aquilina, ADORA, 정수경, 송재경                                                                                           | Shae Jacobs         | 3:13         |
| 5.                  | «Can't We Just Leave the Monster Alive?» (그냥 괴물을 살려두면 안 되는 걸까) | "hitman" bang, Wonderkid, 신쿵, Melanie Joy Fontana, Michel 'Lindgren' Schulz, ADORA, Joni, 정수경                                                                 | Wonderkid 신쿵      | 3:50         |
| 6.                  | «Magic Island»                                                               | "hitman" bang, Supreme Boi, Slow Rabbit, Peter Thomas, Jake Torrey, 송재경, Joni, GHSTLOOP                                                                         | Peter Thomas        | 3:12         |
| 7.                  | «20cm»                                                                       | "hitman" bang, Supreme Boi, Jordan Kyle, 신혁, Jayrah Gibson, danke, ADORA, Hiss noise, 정바비, Joni                                                               | Jordan Kyle 신혁    | 3:37         |
| 8.                  | «Angel or Devil»                                                             | "hitman" bang, Supreme Boi, Pdogg, Slow Rabbit, Melanie Joy Fontana, Michel 'Lindgren' Schulz, Peter Ibsen, Naitumela Masuku                                       | Pdogg, Slow Rabbit  | 3:52         |
| Общая длительность: | Общая длительность:                                                          | Общая длительность: | Общая длительность: | 27:43        |

## Чарты

### Недельные чарты
| Чарт(2019—2020)                          | Позиция |
| ---------------------------------------- | ------- |
| Австралия (ARIA)                         | 22      |
| Бельгия/Фландрия (Ultratop)              | 125     |
| Франция (SNEP)                           | 39      |
| Япония (Oricon)                          | 11      |
| Южная Корея (Gaon)                       | 1       |
| Великобритания (UK Digital Albums Chart) | 29      |
| США (Billboard)                          | 3       |

### Годовой чарт
| Чарт (2019)        | Позиция |
| ------------------ | ------- |
| Южная Корея (Gaon) | 27      |

## Мировое признание
| Издание/Критик           | Лист                                                   | Песня                             | Позиция | Ссылка |
| ------------------------ | ------------------------------------------------------ | --------------------------------- | ------- | ------ |
| Billboard                | 25 лучших K-Pop песен за 2019 год                      | «9 and Three Quarters (Run Away)» | 4       | [ 41 ] |
| BuzzFeed                 | Лучшие K-Pop музыкальные клипы за 2019 год             | «9 and Three Quarters (Run Away)» | 6       | [ 42 ] |
| BuzzFeed                 | 30 песен, которые помогли определить K-Pop в 2019 году | «9 and Three Quarters (Run Away)» | 6       | [ 43 ] |
| Dazed                    | 20 лучших K-Pop песен 2019 года                        | «9 and Three Quarters (Run Away)» | 2       | [ 44 ] |
| KultScene                | 50 лучших K-Pop песен за 2019 год                      | «9 and Three Quarters (Run Away)» | 21      | [ 45 ] |
| South China Morning Post | 10 лучших K-Pop песен за 2019 год                      | «9 and Three Quarters (Run Away)» | 9       | [ 46 ] |
| MTV                      | The Best K-pop B-sides of 2019                         | «Magic Island»                    | 9       | [ 47 ] |

| Песня                             | Программа          | Дата            | Ссылка |
| --------------------------------- | ------------------ | --------------- | ------ |
| «9 and Three Quarters (Run Away)» | The Show (SBS MTV) | 20 октября 2019 | [ 48 ] |

## Продажи
| Чарты               | Продажи |
| ------------------- | ------- |
| Япония (Oricon)     | 5,600   |
| Южная Корея (Gaon)  | 202,302 |
| США (Nielsen Music) | 2,000   |

## Релизы
| Страна      | Дата            | Формат                        | Звукозаписывающая компания |
| ----------- | --------------- | ----------------------------- | -------------------------- |
| Южная Корея | 21 октября 2019 | CD digital download streaming | Big Hit Dreamus [ 50 ]     |
| Япония      | 21 октября 2019 | CD digital download streaming | Big Hit Universal [ 52 ]   |
| США         | 22 ноября 2019  | CD                            | Big Hit Republic [ 53 ]    |
| США         | 6 декабря 2019  | CD                            | Big Hit Republic [ 53 ]    |

### Комментарии
1. ↑  Sanctuary version (green box)
2. ↑  Arcadia version (black box)